# Ophiusa legendrei
Ophiusa legendrei is een vlinder uit de familie spinneruilen (Erebidae). De wetenschappelijke naam is voor het eerst geldig gepubliceerd in 1967 door Viette.
De soort komt voor in tropisch Afrika.